# Cleveland Browns 2015
La stagione 2015 dei Cleveland Browns è stata la 67ª della franchigia, la 63ª nella National Football League e la seconda con Mike Pettine come capo-allenatore. Questi fu licenziato a fine stagione assieme al general manager dopo un'annata terminata con un record di 3-13, il peggiore della lega assieme ai Tennessee Titans. Per il quinto consecutivo la squadra chiuse all'ultimo posto della AFC North mentre le 13 sconfitte furono il suo peggior risultato dal 2000.

## Scelte nel Draft 2015

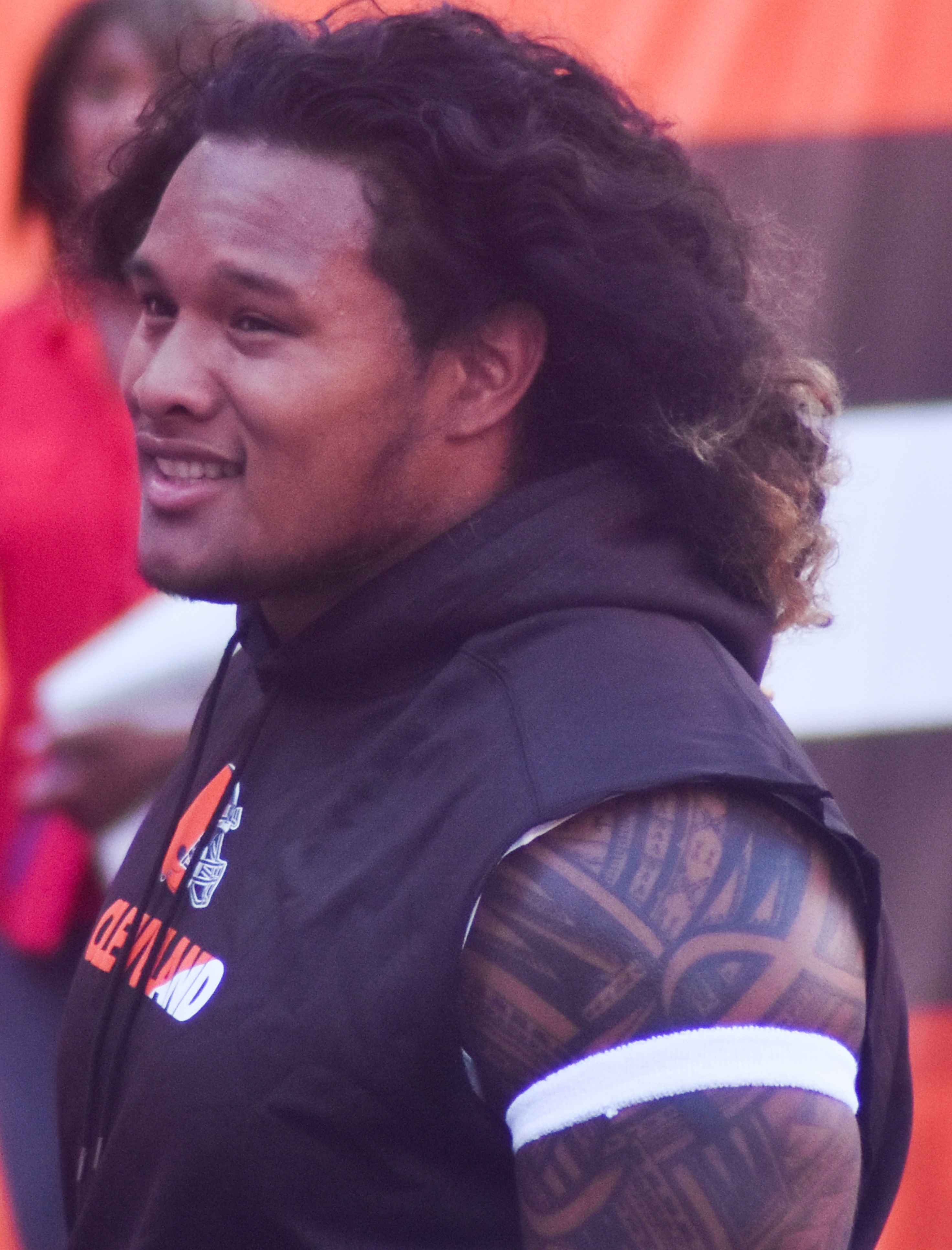
Danny Shelton fu il primo giocatore scelto dai Browns nel Draft 2015

| Giro | Scelta | Giocatore         | Ruolo             | College           |
| ---- | ------ | ----------------- | ----------------- | ----------------- |
| 1    | 12     | Danny Shelton     | Defensive tackle  | Washington        |
| 1    | 19     | Cameron Erving    | Offensive lineman | Florida State     |
| 2    | 51     | Nate Orchard      | Defensive end     | Utah              |
| 3    | 77     | Duke Johnson      | Running back      | Miami (Florida)   |
| 3    | 96     | Xavier Cooper     | Defensive Tackle  | Washington State  |
| 4    | 115    | Ibraheim Campbell | Safety            | Northwestern      |
| 4    | 123    | Vince Mayle       | Wide receiver     | Washington State  |
| 6    | 189    | Charles Gaines    | Cornerback        | Louisville        |
| 6    | 195    | Malcolm Johnson   | Fullback          | Mississippi State |
| 6    | 198    | Randall Telfer    | Tight end         | USC               |
| 7    | 219    | Hayes Pullard     | Inside linebacker | USC               |
| 7    | 241    | Ifo Ekpre-Olomu   | Cornerback        | Oregon            |

## Cambiamento delle uniformi
I Browns hanno annunciato dei nuovi loghi il 24 febbraio. Il casco rimane il logo principale, mentre è stata adottata una tonalità di arancione più brillante, oltre ad avere cambiato il colore della maschera del casco da grigio a marrone.
Il 14 aprile, i Browns hanno presentato nove nuove uniformi. Vi sono tre colori per la maglia e tre per i pantaloni: arancione, marrone e marrone, che permettono, appunto, nove combinazioni. È stata introdotta la scritta "Cleveland" sopra i numeri nella parte anteriore, "Browns" lungo la gamba e "Dawg Pound" attorno al collo.

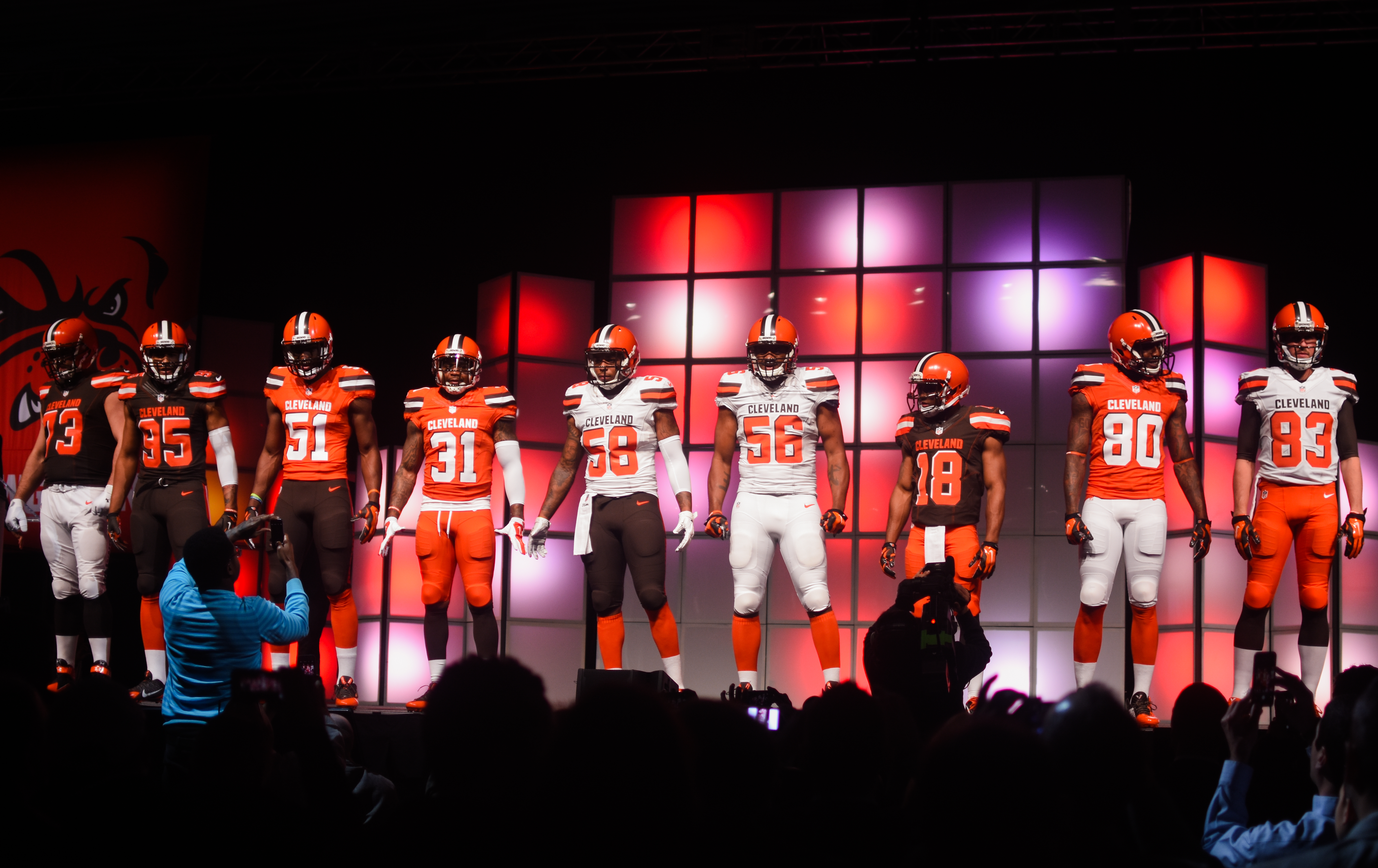
I giocatori mostrano le nove combinazioni delle divise
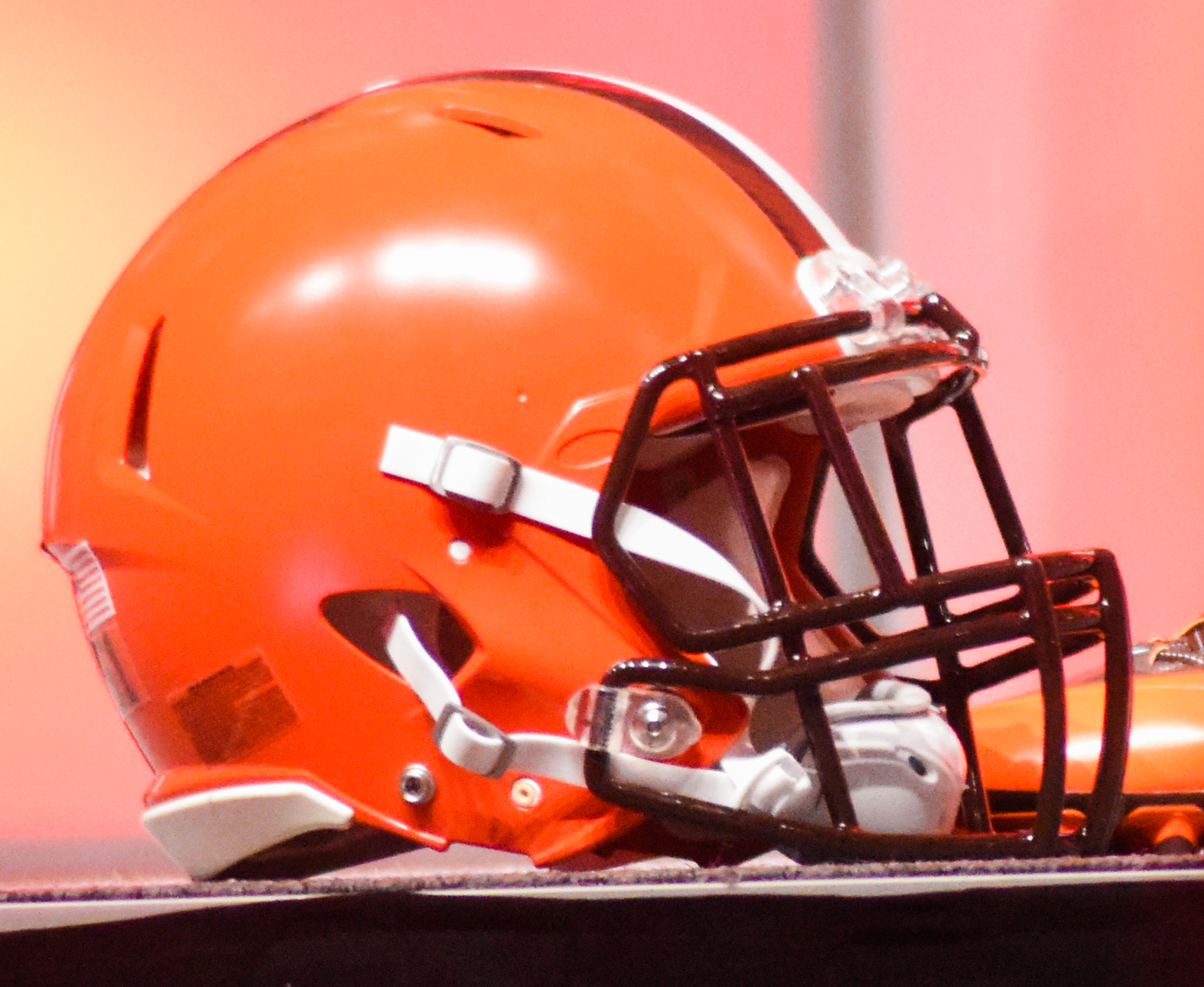
Il nuovo casco
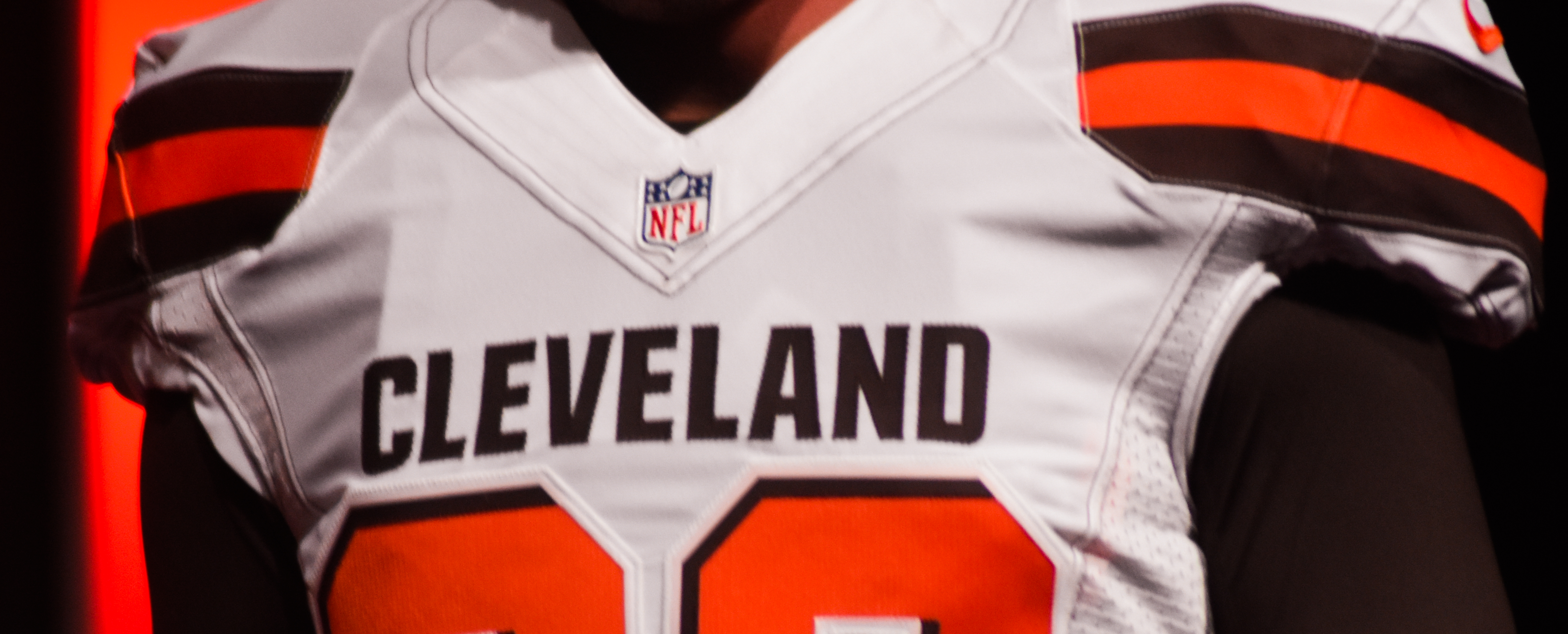
La scritta "CLEVELAND" sulla maglia
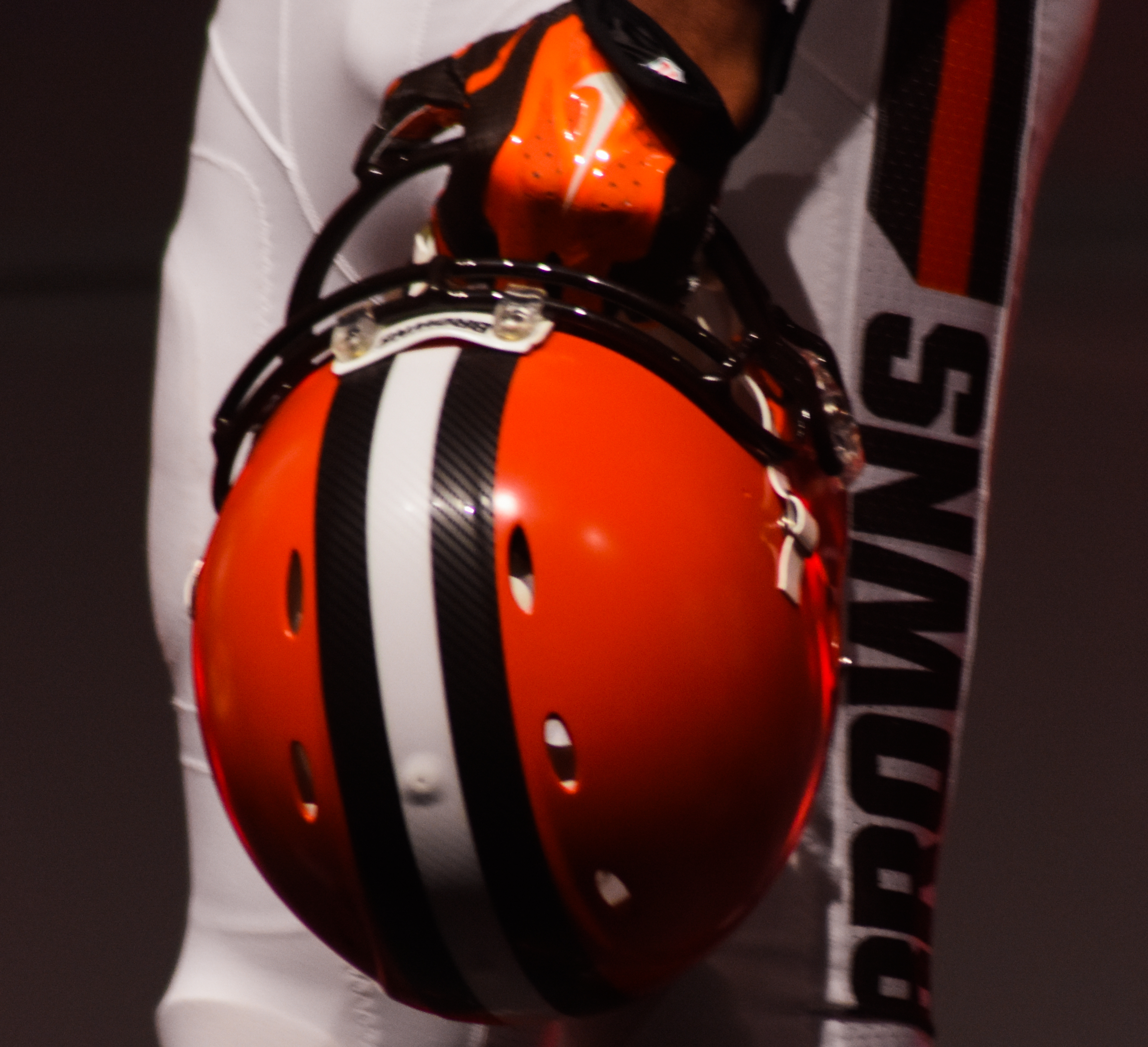
La scritta "BROWNS" sui pantaloni

## Staff
| Staff dei Cleveland Browns nel 2015 |
| --- |
| Organi dirigenziali - Proprietario: Jimmy Haslam - Presidente: Alec Scheiner - General manager: Ray Farmer - Direttore del personale dei giocatori – Jon Sandusky - Vice presidente del personale dei giocatori – Morocco Brown - Consulente speciale – Jim Brown Capo allenatore - Mike Pettine Altri allenatori - Forza e condizione – Paul Ricci - Assistente forza e condizione – Mike Wolf - Assistente forza e condizione – Derik Keyes Allenatori dell'attacco - Coordinatore offensivo: John DeFilippo - Quarterback – Dowell Loggains - Running Back – Wilbert Montgomery - Wide Receiver – Mike McDaniel - Tight End – Brian Angelichio - Offensive Line – Andy Moeller - AssistenteOffensive Line – George DeLeone - Controllo qualità offensiva – Richard Hightower - Assistente offensivo senior – Jimmy Raye II - Assistente speciale del capo allenatore – Steve Gera Allenatori della difesa - Coordinatore difensivo – Jim O'Neil - Defensive Line – Anthony Weaver - Linebacker – Chuck Driesbach - Assistente linebacker – Brian Fleury - Defensive back – Jeff Hafley - Assistente defensive back – Bobby Babich - Assistente defensive back – Aaron Glenn - Controllo qualità difensiva – Tony Tuioti Allenatori dello special team - Coordinatore dello Special Team: Chris Tabor - Assistente dello Special Team: Shawn Mennenga |

## Roster
| Roster dei Cleveland Browns nel 2015 |
| --- |
| Quarterback - 7 Austin Davis - 2 Johnny Manziel - 13 Josh McCown Running Back - 34 Isaiah Crowell - 29 Duke Johnson - 44 Malcolm Johnson FB Wide Receiver - 11 Travis Benjamin - 80 Dwayne Bowe - 18 Taylor Gabriel - 83 Brian Hartline - 16 Andrew Hawkins - 15 Marlon Moore - 87 Terrelle Pryor Tight End - 82 Gary Barnidge - 88 E.J. Bibbs - 81 Jim Dray - 84 Rob Housler Offensive Linemen - 75 Joel Bitonio G - 74 Cameron Erving G - 77 John Greco G - 55 Alex Mack C - 67 Austin Pasztor T - 72 Mitchell Schwartz T - 73 Joe Thomas T Defensive Linemen - 95 Armonty Bryant DE - 92 Desmond Bryant DE - 96 Xavier Cooper DE - 93 John Hughes NT - 66 Jamie Meder DE - 71 Danny Shelton NT - 94 Randy Starks DE - 90 Billy Winn DE Linebacker - 59 Tank Carder ILB - 56 Karlos Dansby ILB - 58 Christian Kirksey ILB - 99 Paul Kruger OLB - 51 Barkevious Mingo OLB - 48 Nate Orchard OLB - 53 Craig Robertson ILB - 54 Scott Solomon OLB Defensive Back - 24 Johnson Bademosi SS - 30 Ibraheim Campbell SS - 26 Pierre Desir CB - 21 Justin Gilbert CB - 39 Tashaun Gipson FS - 23 Joe Haden CB - 33 Jordan Poyer FS - 31 Donte Whitner SS - 36 K'Waun Williams CB - 22 Tramon Williams CB Special Team - 6 Travis Coons K - 47 Charley Hughlett LS - 8 Andy Lee P Lista delle riserve - 61 Michael Bowie OT (IR) - 43 Charles Gaines CB (IR-DRF) - 12 Josh Gordon WR (Sospeso) - 42 Luke Lundy FB (IR) - 25 Ifo Ekpre-Olomu CB (NF-Inj.) - 9 Connor Shaw QB (IR) - 86 Randall Telfer TE (NF-Inj.) - 41 Glenn Winston RB (NF-Inj.) 53 attivi, 8 inattivi, 0 free agent |
| Legenda - I rookie sono in corsivo. - Il primo ruolo è il principale mentre gli eventuali successivi indicano i ruoli secondari. - (IR) sta per Injured Reserve ed indica la lista ristretta per un solo giocatore infortunato che può tornare ad allenarsi dopo la settimana 6 e a rientrare in prima squadra dopo che questa ha giocato 8 partite. - (NF-Inj.) / (NF-Ill.) stanno rispettivamente per Non-Football Injured e Non-Football Illness ed indicano le liste dove viene inserito un giocatore che ha un infortunio o una malattia non dipendente dal football americano. - (PUP) sta per Physically Unable to Perform ed indica la lista dove viene inserito un giocatore mentre è in attesa di recuperare la condizione fisica. Nella stagione regolare dopo la sesta partita giocata dalla propria squadra, il giocatore ha tempo tre settimane per riprendere ad allenarsi, più tre settimane aggiuntive dal suo rientro agli allenamenti per rientrare in prima squadra. |

## Calendario
| 1  | 13/9               | at New York Jets       | S 10-31            | 0-1                | MetLife Stadium     | Recap              |                    |                    |
| 2  | 20/9               | Tennessee Titans       | V 28–14            | 1–1                | FirstEnergy Stadium | Recap              |                    |                    |
| 3  | 27/9               | Oakland Raiders        | S 20–27            | 1–2                | FirstEnergy Stadium | Recap              |                    |                    |
| 4  | 4/10               | at San Diego Chargers  | L 27–30            | 1–3                | Qualcomm Stadium    | Recap              |                    |                    |
| 5  | 11/10              | at Baltimore Ravens    | V 33–30 (DTS)      | 2–3                | M&T Bank Stadium    | Recap              |                    |                    |
| 6  | 18/10              | Denver Broncos         | L 23–26 (DTS)      | 2–4                | FirstEnergy Stadium | Recap              |                    |                    |
| 7  | 25/10              | at St. Louis Rams      | S 6–24             | 2–5                | Edward Jones Dome   | Recap              |                    |                    |
| 8  | 1/11               | Arizona Cardinals      | S 20–34            | 2–6                | FirstEnergy Stadium | Recap              |                    |                    |
| 9  | 5/11               | at Cincinnati Bengals  | S 10–31            | 2–7                | Paul Brown Stadium  | Recap              |                    |                    |
| 10 | 15/11              | at Pittsburgh Steelers | S 9–30             | 2–8                | Heinz Field         | Recap              |                    |                    |
| 11 | Settimana di pausa | Settimana di pausa     | Settimana di pausa | Settimana di pausa | Settimana di pausa  | Settimana di pausa | Settimana di pausa | Settimana di pausa |
| 12 | 30/11              | Baltimore Ravens       | S 27–33            | 2–9                | FirstEnergy Stadium | Recap              |                    |                    |
| 13 | 6/12               | Cincinnati Bengals     | S 3–37             | 2–10               | FirstEnergy Stadium | Recap              |                    |                    |
| 14 | 13/12              | San Francisco 49ers    | V 24–10            | 3–10               | FirstEnergy Stadium | Recap              |                    |                    |
| 15 | 20/12              | at Seattle Seahawks    | S 13–30            | 3–11               | CenturyLink Field   | Recap              |                    |                    |
| 16 | 27/12              | at Kansas City Chiefs  | S 13–17            | 3–12               | Arrowhead Stadium   | Recap              |                    |                    |
| 17 | 3/1                | Pittsburgh Steelers    | S 12–28            | 3–13               | FirstEnergy Stadium | Recap              |                    |                    |

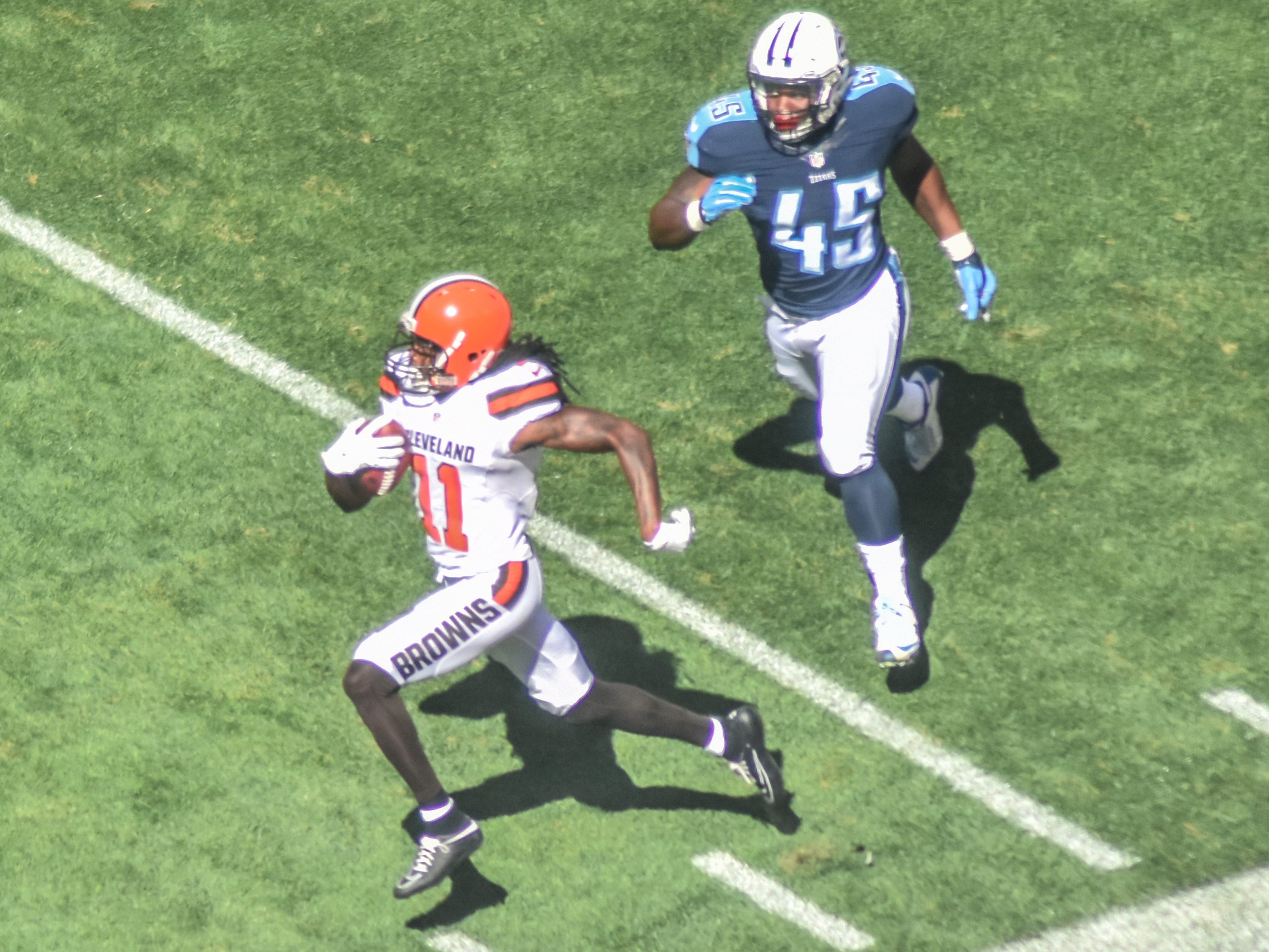
La gara della settimana 2 contro i Titans

Note: Gli avversari della propria division sono in grassetto.

## Classifiche

### Division
| AFC North               | AFC North | AFC North | AFC North | AFC North | AFC North | AFC North | AFC North | AFC North | AFC North |
|                         | V         | S         | P         | %         | DIV       | CONF      | PF        | PS        | Str.      |
| ----------------------- | --------- | --------- | --------- | --------- | --------- | --------- | --------- | --------- | --------- |
| (3) Cincinnati Bengals  | 12        | 4         | 0         | .750      | 5–1       | 9–3       | 419       | 279       | V1        |
| (6) Pittsburgh Steelers | 10        | 6         | 0         | .625      | 3–3       | 7–5       | 423       | 319       | V1        |
| Baltimore Ravens        | 5         | 11        | 0         | .313      | 3–3       | 4–8       | 328       | 401       | S1        |
| Cleveland Browns        | 3         | 13        | 0         | .188      | 1–5       | 2–10      | 278       | 432       | S3        |